# Carles I de Savoia
Carles I de Savoia, anomenat el Guerrer, (Carignano, Savoia, 29 de març de 1468 - Pignerol, 13 de març de 1490) fou el duc de Savoia entre 1482 i 1490 i rei titular de Xipre, Jerusalem i Armènia entre 1485 i 1490.

## Família
Fou fill del duc Amadeu IX de Savoia i Violant de Valois. Era net per línia paterna de Lluís I de Savoia i Anna de Lusignan, i per línia materna del rei Carles VII de França i Maria d'Anjou.
Fou germà del també duc Filibert I de Savoia, al qual succeí, i cunyat de Frederic III de Nàpols.
Es casà l'1 de març de 1485 amb Blanca de Montferrat, filla del duc Guillem III de Montferrat i Elisabet Maria Sforza. D'aquesta unió nasqueren:
- Violant Lluïsa de Savoia (1487-1499), casada el 1496 amb el cosí del seu pare Filibert II de Savoia
- Carles II de Savoia (1490-1496), duc de Savoia

## Ascens al tron ducal
A la mort sense descendents del seu germà Filibert I de Savoia fou nomenat duc de Savoia el 1482 als 14 anys, tenint la tutela del seu oncle Felip de Savoia.
L'any 1485 rebé de mans de Carlota de Xipre els drets dinàstics sobre el Regne de Xipre, Jerusalem i Armènia, si bé aquests drets foren ratificats pel papa Innocenci VIII sobre aquests territoris governà de facto el germanastre de Carlota, Jaume II de Lusignan.
El 1487 obtingué el marquesat de Saluzzo.